# Kees Momma
Cornelis Willem (Kees) Momma (Wassenaar, 22 juni 1965) is een Nederlands tekenaar en auteur die autistisch is en die boeken over zijn leven heeft geschreven. Hij kreeg landelijke bekendheid door een serie documentaires die over hem zijn gemaakt, waarvan Het beste voor Kees en Kees vliegt uit de bekendste zijn.

## Biografie
Kees Momma groeide op als jongste in een gezin met drie zonen. Zijn ouders zijn Willem Carel Momma (1930) en Henriëtte Momma-Muntz (1934-2024), die trouwden in 1956. Zijn vader was directeur bij een uitgeversbedrijf en medeoprichter en eerste voorzitter van de Nederlandse Vereniging voor Autisme (NVA).
Momma realiseerde zich, naar eigen zeggen, op zijn negende dat hij een autistische stoornis had toen hij naar een televisieprogramma over het onderwerp keek. Dat werd later bij onderzoek bevestigd. Momma behaalde zijn mavo-diploma en ging werken in een gemeentearchief. Ook voert hij opdrachten uit als kalligraaf. Hij behaalde tevens zijn zweefvliegbrevet en bouwt maquettes.

## Werk
Over zijn ervaringen schreef hij een autobiografie, En toen verscheen een regenboog - hoe ik mijn autistische leven ervaar, die in 1996 uitgegeven werd door uitgeverij Prometheus. Puttend uit zijn eigen fotografisch geheugen schetst hij een beeld van zijn leven. In 1999 verscheen bij uitgeverij Bert Bakker het vervolg Achter de onzichtbare muur - een autist op reis door het leven. Martine Delfos maakt uitgebreid gebruik van de beschrijvingen in En toen verscheen een regenboog in haar boek Een vreemde wereld - Over autismespectrumstoornissen (ass) voor ouders, partners, hulpverleners, wetenschappers en de mensen zelf (2001). Ook in een artikel van haar, opgenomen in het boek Behandelingsstrategieën bij kinderen en jongeren met autisme, verwijst ze naar Momma.
In de zomer van 2014 schreef Momma een aantal columns op de achterpagina van NRC Handelsblad. In augustus van dat jaar verscheen Een Reis door het leven van Kees, waarin de twee eerder uitgebrachte boeken werden samengebracht.
In het najaar van 2022 voltooide Momma een in opdracht gemaakte pentekening van het kort daarvoor gesloopte oude gemeentehuis van Rheden, dat in de plaats De Steeg stond.

## Documentaires
In 1997 maakte Monique Nolte de tv-documentaire Trainman, waarin Momma laat zien hoe hij zich met behulp van zijn moeder staande houdt in de voor hem bedreigende buitenwereld. In 2014 verscheen een vervolg op Trainman. Deze tv-documentaire met de titel Het beste voor Kees gaat over de worsteling van zijn ouders om hun zoon een perspectief voor de toekomst te bieden. In 2019 begon Nolte een crowdfundactie voor een nieuwe tv-documentaire over Momma. De documentaire, die als titel Kees vliegt uit kreeg en zijn stap naar zelfstandig wonen als onderwerp had, ging op 2 april 2023 in première op Videoland. Op 11 juni 2025 ging de documentaire Kees vliegt écht uit in première op Videoland.
Momma werkte in 1999 mee aan een documentaire van Cocky van Bokhoven over outsiderkunst, die ze maakte voor Radio 5. Hij was verder een van de geïnterviewden in De TV Show 25 Jaar van Ivo Niehe op 3 september 2005. Ook trad hij enkele keren op in het tv-programma De wereld draait door.